# Polina (Ort)
Polina, ungarisch Alsófalu (bis 1927 slowakisch auch „Polinov“ und „Dolina“) ist eine Gemeinde in der südlichen Mittelslowakei mit 103 Einwohnern (Stand 31. Dezember 2024), die zum Okres Revúca, einem Kreis des Banskobystrický kraj, gehört und in der traditionellen Landschaft Gemer liegt.

## Geographie
Die Gemeinde befindet sich im Bergland Revúcka vrchovina im Slowakischen Erzgebirge, im Tal des Turiec im Einzugsgebiet der Slaná. Das Ortszentrum liegt auf einer Höhe von 209 m n.m. und ist 14 Kilometer von Tornaľa sowie 35 Kilometer von Revúca entfernt.
Nachbargemeinden sind Skerešovo im Westen und Norden, Leváre im Nordosten, Gemerská Ves im Osten sowie Rašice und Vyšné Valice im Süden.

## Geschichte

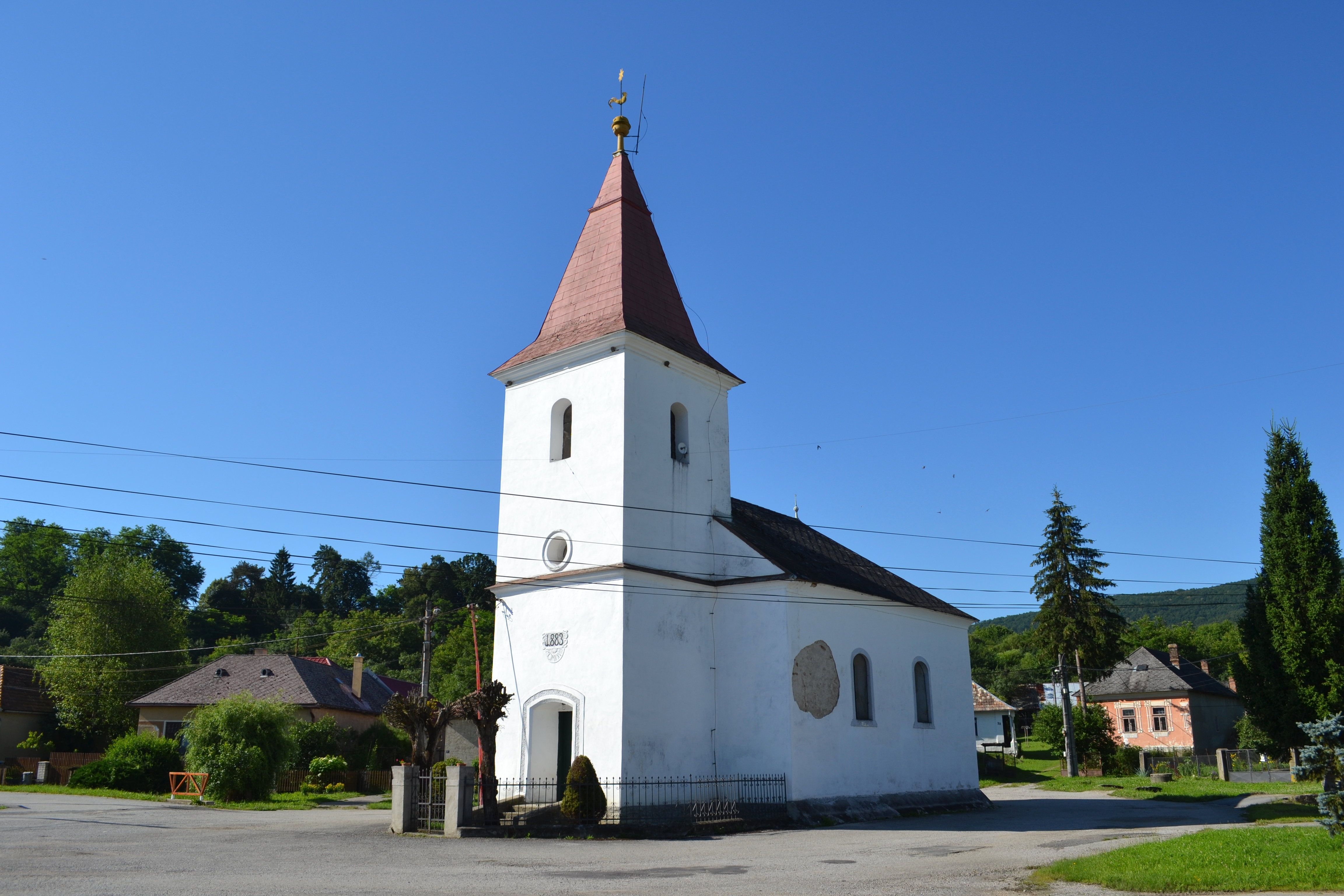
Kirche in Polina

Polina wurde zum ersten Mal 1325 als Polanfolua schriftlich erwähnt und entstand durch Ausgliederung aus dem benachbarten Ort Skerešovo im frühen 14. Jahrhundert. Das Dorf war Besitz der Familie Soldos und Szkáros, in der Neuzeit hatten auch weitere Familien Anteile. 1427 gab es 14 Porta, 1828 zählte man 54 Häuser und 371 Einwohner, die als Fuhrmänner, Köhler, Landwirte und Viehhalter beschäftigt waren.
Bis 1918 gehörte der im Komitat Gemer und Kleinhont liegende Ort zum Königreich Ungarn und kam danach zur Tschechoslowakei beziehungsweise heute Slowakei. Auf Grund des Ersten Wiener Schiedsspruchs lag der Ort von 1938 bis 1944 noch einmal in Ungarn.

## Bevölkerung
| Jahr                | 1994 | 2004    | 2014    | 2024     |
| ------------------- | ---- | ------- | ------- | -------- |
| Anzahl der Personen | 127  | 124     | 120     | 103      |
| Unterschied         |      | −2,36 % | −3,22 % | −14,16 % |

| Jahr                | 2023 | 2024    |
| ------------------- | ---- | ------- |
| Anzahl der Personen | 101  | 103     |
| Unterschied         |      | +1,98 % |

Nach der Volkszählung 2011 wohnten in Polina 126 Einwohner, davon 83 Magyaren, 35 Slowaken, drei Roma und ein Tscheche. Vier Einwohner machten keine Angabe zur Ethnie.
60 Einwohner bekannten sich zur reformierten Kirche, 29 Einwohner zur römisch-katholischen Kirche, fünf Einwohner zur Evangelischen Kirche A. B. sowie jeweils zwei Einwohner zur evangelisch-methodistischen Kirche und zur griechisch-katholischen Kirche. 24 Einwohner waren konfessionslos und bei vier Einwohnern wurde die Konfession nicht ermittelt.

## Baudenkmäler
- reformierte (calvinistische) Kirche im neoklassizistischen Stil aus dem Jahr 1883[6]
- Landsitz im klassizistischen Stil aus dem frühen 19. Jahrhundert